# Euglossa
Euglossa Latreille, 1802 è un genere di api della tribù Euglossini.

## Tassonomia
Il genere Euglossa comprende le seguenti specie:

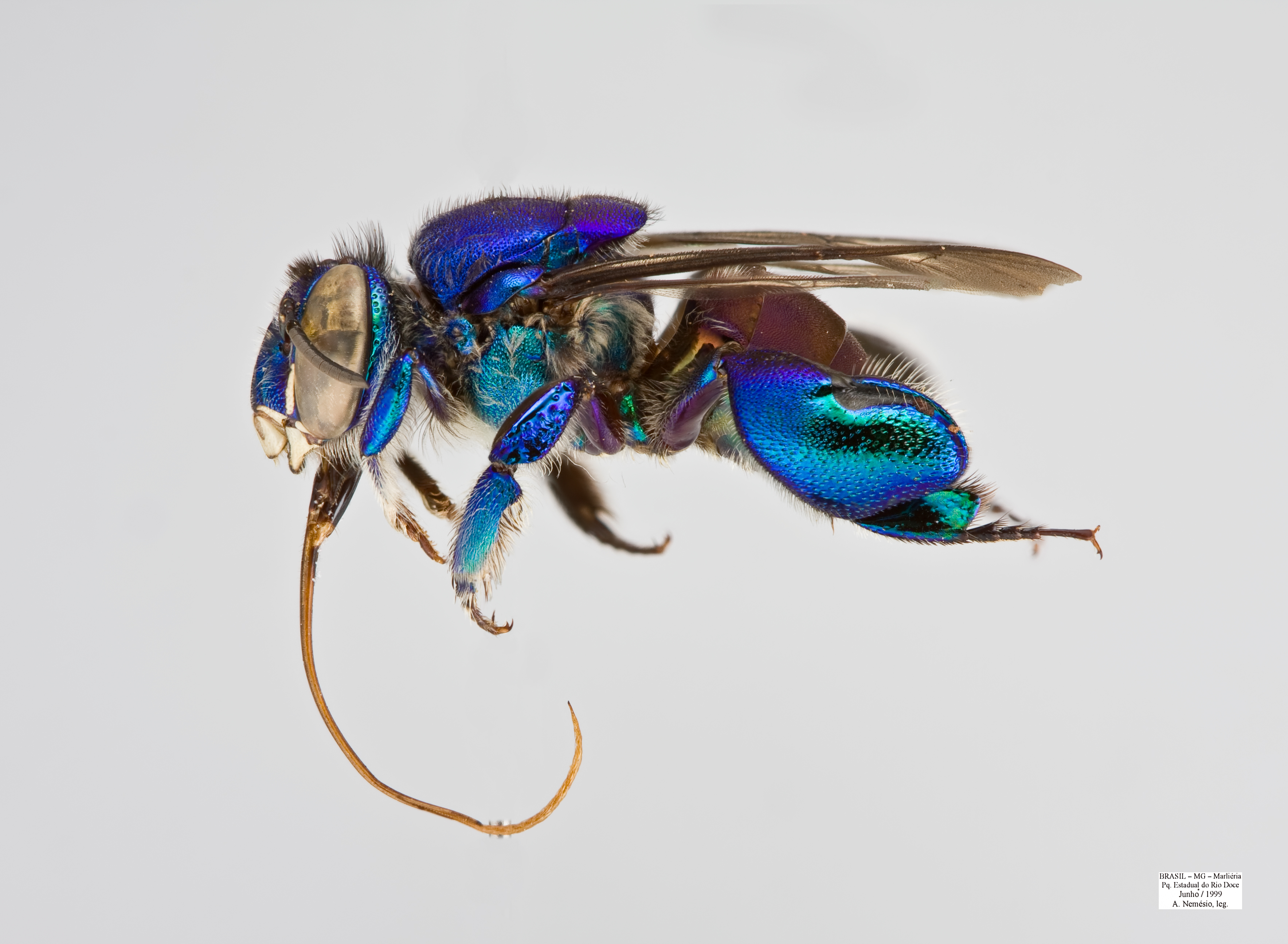
Euglossa analis

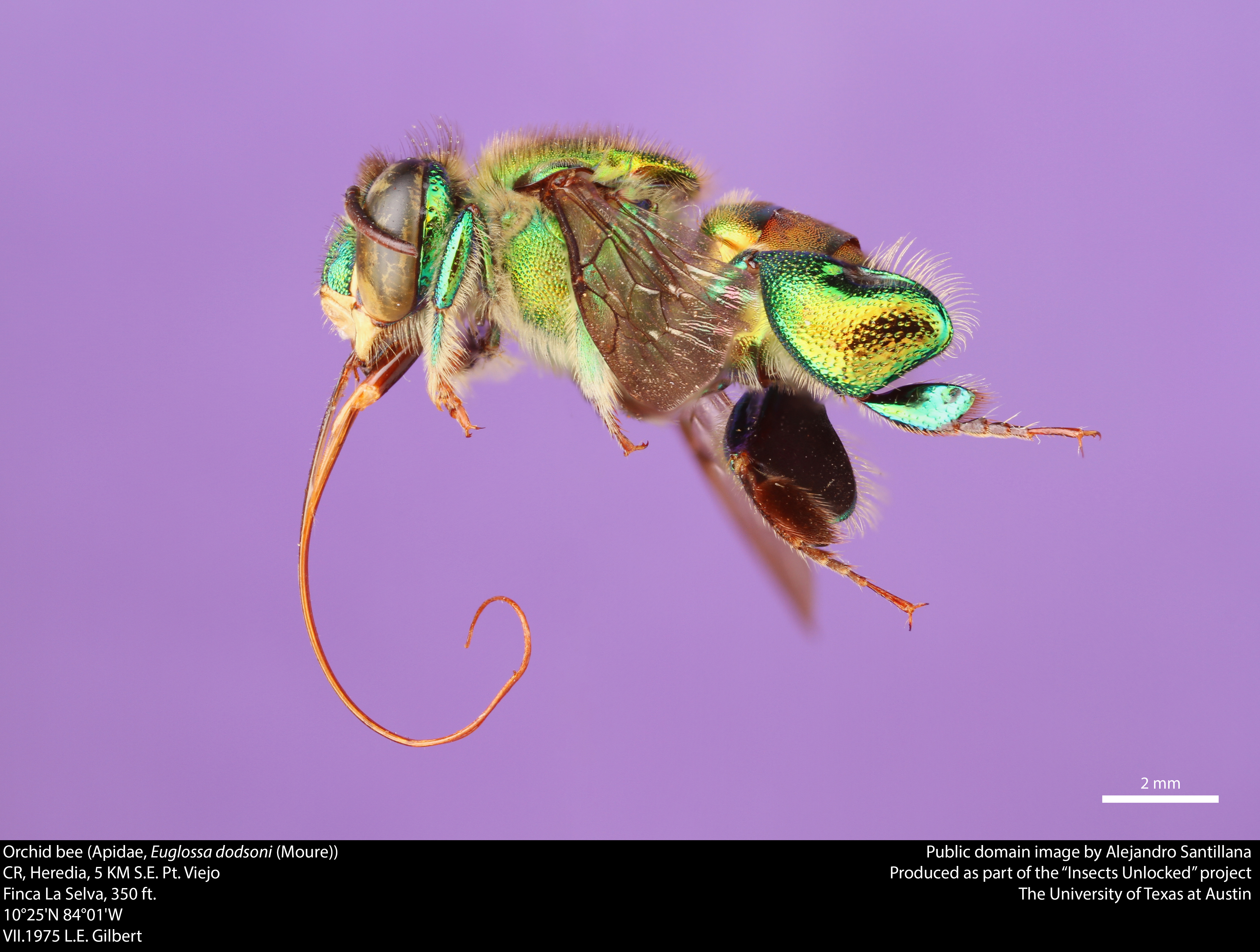
Euglossa dodsoni

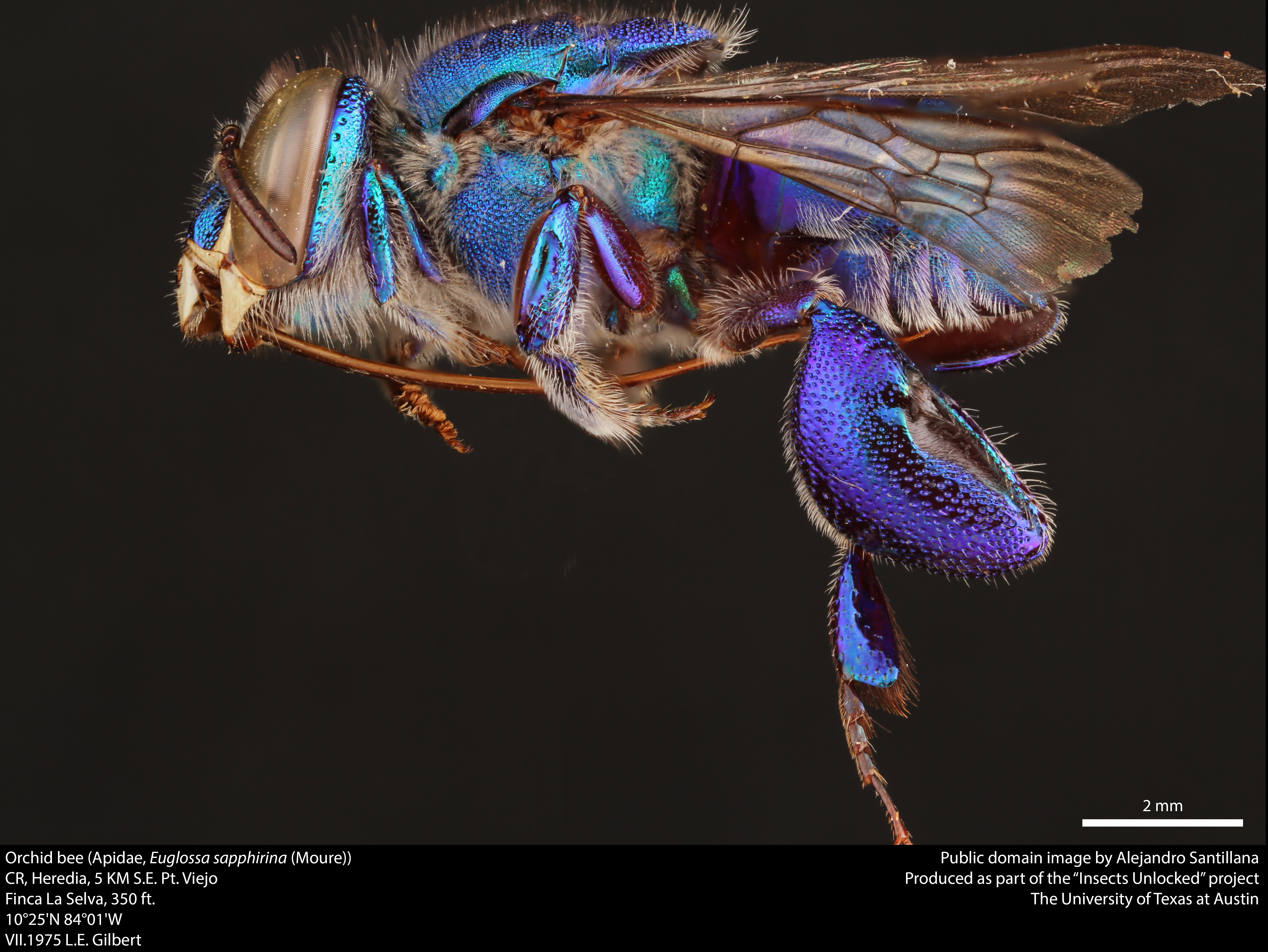
Euglossa sapphirina

- Euglossa alleni Moure, 1968
- Euglossa allosticta Moure, 1969
- Euglossa amazonica Dressler, 1982
- Euglossa analis Westwood, 1840
- Euglossa annectens Dressler, 1982
- Euglossa anodorhynchi Nemésio, 2005
- Euglossa asarophora Moure & Sakagami, 1969
- Euglossa atroveneta Dressler, 1978
- Euglossa augaspis Dressler, 1982
- Euglossa aureiventris Friese, 1899
- Euglossa auriventris Friese, 1925
- Euglossa bidentata Dressler, 1982
- Euglossa bigibba Dressler, 1982
- Euglossa bursigera Moure, 1970
- Euglossa chalybeata Friese, 1925
- Euglossa championi Cheesman, 1929
- Euglossa chlorina Dressler, 1982
- Euglossa cognata Moure, 1970
- Euglossa cordata (Linnaeus, 1758)
- Euglossa cosmodora Hinojosa-Díaz & Engel, 2007
- Euglossa crassipunctata Moure, 1968
- Euglossa crininota Dressler, 1978
- Euglossa cyanea Friese, 1899
- Euglossa cyanochlora Moure, 1995
- Euglossa cyanura Cockerell, 1917
- Euglossa cybelia Moure, 1968
- Euglossa deceptrix Moure, 1968
- Euglossa decorata Smith, 1874
- Euglossa despecta Moure, 1968
- Euglossa dissimula Dressler, 1978
- Euglossa dodsoni Moure, 1965
- Euglossa dressleri Moure, 1968
- Euglossa erythrochlora Moure, 1968
- Euglossa fimbriata Rebêlo & Moure, 1995
- Euglossa flammea Moure, 1969
- Euglossa fuscifrons Dressler, 1982
- Euglossa gibbosa Dressler, 1982
- Euglossa gorgonensis Cheesman, 1929
- Euglossa granti Cheesman, 1929
- Euglossa hansoni Moure, 1965
- Euglossa hemichlora Cockerell, 1917
- Euglossa heterosticta Moure, 1968
- Euglossa hugonis Moure, 1989
- Euglossa hyacinthina Dressler, 1982
- Euglossa ignita Smith, 1874
- Euglossa igniventris Friese, 1925
- Euglossa imperialis Cockerell, 1922
- Euglossa inflata Roubik, 2004
- Euglossa intersecta Latreille, 1838
- Euglossa iopoecila Dressler, 1982
- Euglossa ioprosopa Dressler, 1982
- Euglossa iopyrrha Dressler, 1982
- Euglossa jacquelynae Nemésio, 2007
- Euglossa jamaicensis Moure, 1968
- Euglossa laevicincta Dressler, 1982
- Euglossa lazulina Friese, 1923
- Euglossa leucotricha Rebêlo & Moure, 1995
- Euglossa liopoda Dressler, 1982
- Euglossa lugubris Roubik, 2004
- Euglossa macrorhyncha Dressler, 1982
- Euglossa maculilabris Moure, 1968
- Euglossa magnipes Dressler, 1982
- Euglossa mandibularis Friese, 1899
- Euglossa melanotricha Moure, 1967
- Euglossa micans Dressler, 1978
- Euglossa milenae Bembé, 2007
- Euglossa mixta Friese, 1899
- Euglossa modestior Dressler, 1982
- Euglossa mourei Dressler, 1982
- Euglossa nigropilosa Moure, 1965
- Euglossa nigrosignata Moure, 1969
- Euglossa obtusa Dressler, 1978
- Euglossa occidentalis Roubik, 2004
- Euglossa oleolucens Dressler, 1978
- Euglossa orellana Roubik, 2004
- Euglossa paisa Ramírez, 2005
- Euglossa parvula Dressler, 1982
- Euglossa perfulgens Moure, 1967
- Euglossa perpulchra Moure & Schlindwein, 2002
- Euglossa perviridis Dressler, 1985
- Euglossa pictipennis Moure, 1943
- Euglossa piliventris Guérin-Méneville, 1845
- Euglossa platymera Dressler, 1982
- Euglossa pleosticta Dressler, 1982
- Euglossa polita Ducke, 1902
- Euglossa prasina Dressler, 1982
- Euglossa purpurea Friese, 1899
- Euglossa retroviridis Dressler, 1982
- Euglossa rufipes Rasmussen & Skov, 2006
- Euglossa rugilabris Moure, 1967
- Euglossa samperi Ramírez, 2006
- Euglossa sapphirina Moure, 1968
- Euglossa securigera Dressler, 1982
- Euglossa singularis Mocsáry, 1899
- Euglossa solangeae Nemésio, 2007
- Euglossa sovietica Nemésio, 2007
- Euglossa stellfeldi Moure, 1947
- Euglossa stilbonata Dressler, 1982
- Euglossa tiputini Roubik, 2004
- Euglossa townsendi Cockerell, 1904
- Euglossa tridentata Moure, 1970
- Euglossa trinotata Dressler, 1982
- Euglossa truncata Rebêlo & Moure, 1995
- Euglossa turbinifex Dressler, 1978
- Euglossa urarina Hinojosa-Díaz & Engel, 2007
- Euglossa variabilis Friese, 1899
- Euglossa villosa Moure, 1968
- Euglossa villosiventris Moure, 1968
- Euglossa violaceifrons Rebêlo & Moure, 1995
- Euglossa viridifrons Dressler, 1982
- Euglossa viridis (Perty, 1833)
- Euglossa viridissima Friese, 1899